# ビュザンティオンのアンティフィロス
アンティフィロス（古希: Αντίφιλος, Antiphilos, 英: Antiphilus, 1世紀、生没年不明）はビュザンティオンのエピグラム詩人である。
アンティフィロスがネロ帝の頃に生きていたことは、ロドス等へ皇帝によって授けられた好意を言及した彼のエピグラムの一つから分かる。 現存する彼のエピグラムの数は40以上あり、そのほとんどは多数の人の作品より構想と文体において優れている。ライスケは、ケファラスのアンソロジーについての注釈において、アンティフィロスのものであるとされているいくつかの詩の文体の違いによって、二ないし三人のこの名前の詩人が存在し、彼らの作品は全て間違ってビュザンティオンのアンティフィロスのものとされていると考えている。しかし、そのような仮説には十分な裏づけがない。

## 参考URL
- William Smith, Dictionary of Greek and Roman Biography and Mythology